# Tangara labradorides
La tangara verdinegra (Tangara labradorides), también denominada tangara verde metálico (en Perú), tangara verdimetálica (en Ecuador), tángara verde plata o tangará verdiplata (en Colombia), es una especie de ave paseriforme de la familia Thraupidae, perteneciente al  numeroso género Tangara. Es nativa de regiones andinas del noroeste de América del Sur.

## Distribución y hábitat
Se distribuye desde el norte de Colombia (Antioquia y Santander), por las tres cadenas colombianas de la cordillera de los Andes, hacia el sur, por la pendiente del Pacífico del noroeste de Ecuador (hasta Pichincha), y por la pendiente oriental del sureste de Ecuador y norte de Perú (hasta San Martín).
Esta especie es considerada localmente común en sus hábitats naturales: los bordes de bosques húmedos montanos y clareras adyacentes, principalmente entre los 1300 y 2300 m de altitud, es más numerosa en Colombia.

## Sistemática

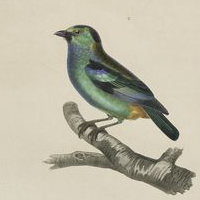
Tanagra labradorides, ilustración en Petit-Thouars Voyage autour du monde sur la fregate la Venus, pendant les annees 1836-1839.

### Descripción original
La especie T. labradorides fue descrita por primera vez por el ornitólogo francés Auguste Boissonneau en 1840 bajo el nombre científico Tanagra (Aglaia) labradorides; su localidad tipo es: «Santa Fe de Bogotá, Colombia».

### Etimología
El nombre genérico femenino Tangara deriva de la palabra en el idioma tupí «tangará», que significa «bailarín» y era utilizado originalmente para designar una variedad de aves de colorido brillante; y el nombre de la especie «labradorides» deriva del francés  «pierre de Labrador»: piedra de Labrador, feldespato, y del griego  «idēs»: que se parece.

### Taxonomía
Los amplios estudios filogenéticos recientes demuestran que la presente especie es hermana de Tangara rufigenis, y el par formado por ambas es hermano de Tangara cyanotis.

### Subespecies
Según las clasificaciones del Congreso Ornitológico Internacional (IOC) y Clements Checklist/eBird v.2019 se reconocen dos subespecies, con su correspondiente distribución geográfica:
- Tangara labradorides labradorides (Boissonneau), 1840 – Andes de Colombia y oeste de Ecuador.
- Tangara labradorides chaupensis Chapman, 1925 – Andes del sureste de Ecuador y norte de Perú (al sur hasta San Martín).